# ونتلی
ونتلی (به فرانسوی: Ventelay) یک کامین در فرانسه است که در Canton of Fismes واقع شده‌است.

## خصوصیات
ونتلی ۱۴٫۷۴ کیلومترمربع مساحت و ۲۱۶ نفر جمعیت دارد و ۸۹ متر بالاتر از سطح دریا واقع شده‌است.